# Leidse Aratea
De Leidse Aratea (MS Leiden VLQ 79) is een van de belangrijkste verluchte Karolingische handschriften. De Aratea is sinds 1690, via de verworven collectie van Isaac Vossius, in het bezit van de Universiteitsbibliotheek Leiden. De codex bevat miniaturen van 38 sterrenbeelden en een planetarium. De originele begeleidende tekst is een Grieks astronomisch gedicht, Phainomena (‘hemelverschijnselen’), geschreven door Aratus (315-245 voor Chr.) en vertaald naar het Latijn door Cicero, door ene Germanicus Caesar, waarvan men over het algemeen aanneemt dat hij kan vereenzelvigd worden met Germanicus Julius Caesar, de geadopteerde zoon van keizer Tiberius. Een derde vertaling was van de hand van Rufus Festus Avienus, over wie we verder niets met zekerheid weten. De hier gebruikte vertaling is die van Germanicus Caesar met hier en daar toevoegingen uit de vertaling door Avienus. Gezien Avienus leefde in de 4e eeuw weten we dat het origineel ten vroegste dan kan zijn gemaakt.

## Oorsprong en datering
Dit handschrift is een getrouwe kopie, men zou zelfs kunnen spreken van een facsimile, van het laatantieke exemplaar. Dat het geen origineel laat-Romeins exemplaar is blijkt uit de dikte van het perkament, de afbeeldingen van de gezichten die duidelijk Karolingische kenmerken hebben en vooral uit het feit dat in het origineel een volledige bladzijde geschreven is in een Karolingische minuskel, een schrift dat pas omstreeks 800 werd ontwikkeld. Het planetarium op f93v wijst door zijn conceptie en zijn nota's in Karolingische minuskel duidelijk op een Karolingische oorsprong.
De gebroeders Richard en Marco Mostert publiceerden in 1999 een artikel waarin ze een datum vaststellen voor de constellatie van planeten en vaste sterren opgenomen in het planetarium. Ze claimen dat die positie kan vastgepind worden op 18 maart 816 en dat die exacte configuratie slechts een keer in de 17.000.000.000.000 jaar voorkomt als het planetarium met wetenschappelijke precisie werd opgesteld. Als ze een fout van 5 graden hanteren komen ze nog steeds op 1 dag in de 216.000.000 jaar en met een tolerantie van 15 graden komen ze op 1 dag in 98.000 jaar. Hieruit zouden we kunnen afleiden dat de Leidse Aratea niet gemaakt werd voor 816. Andere onderzoekers plaatsen de constellatie van de planeten op 28 maart 579. Folium 93v zou dan een kopie zijn van een tekening van de planetenstand die tot stand kwam in de 6e eeuw.
De datum in 816 sluit Karel de Grote uit als opdrachtgever en de historici gaan ervan uit dat het zijn zoon, Lodewijk de Vrome was die opdracht gaf voor het vervaardigen van het manuscript. Waarschijnlijk kwam het tot stand in de hofschool in Aken.

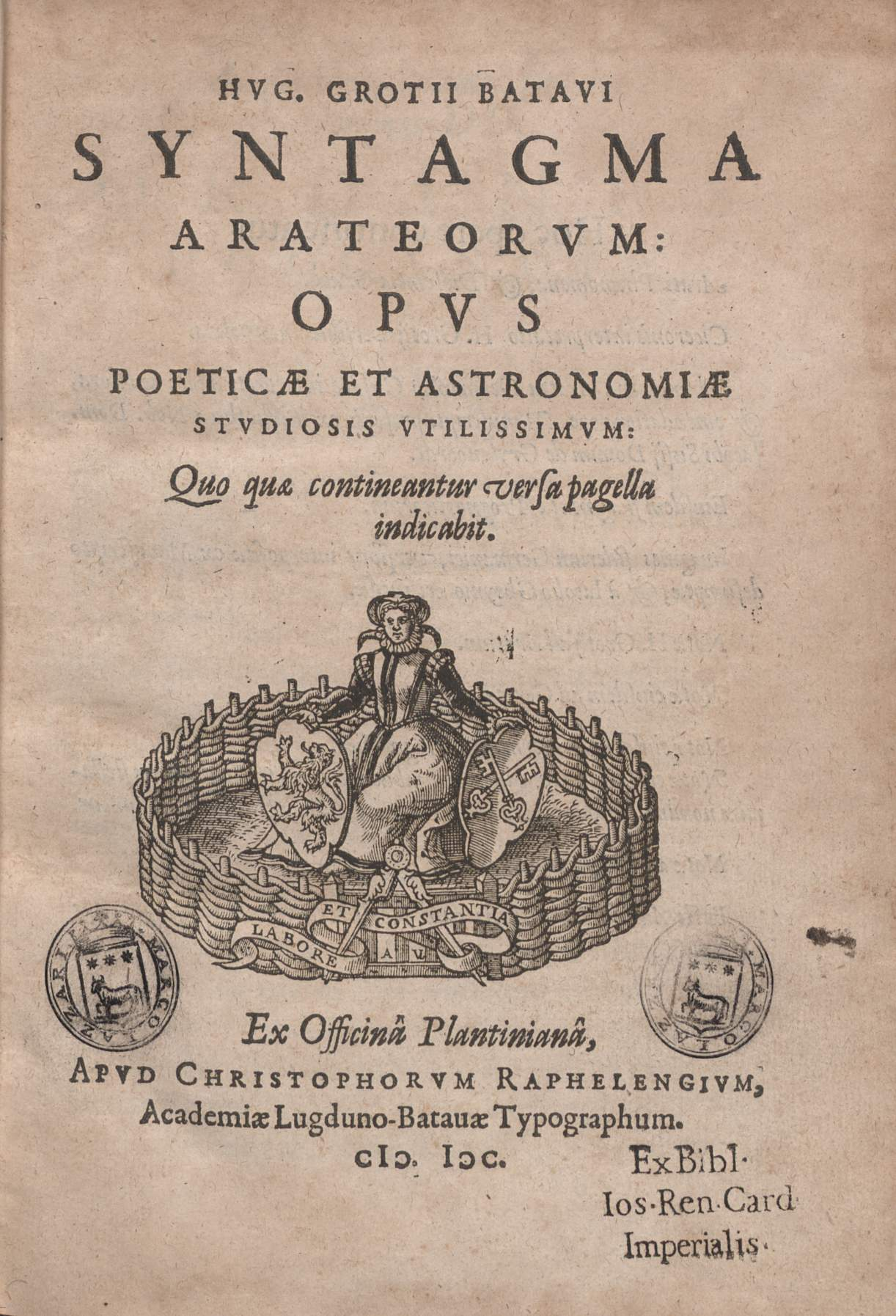
De Latijnse Phainomena-editie van Hugo de Groot, in 1600 uitgegeven door Christoffel van Rafelingen in Leiden (dochteronderneming van de Plantijn-drukkerij).

## Geschiedenis
De eerst bekende eigenaar, volgens een inscriptie op het schutblad vooraan, was Jacob Susius die het kocht in 1573 van een Gentse schilder tijdens zijn vlucht voor de Spaanse Furie in Mechelen in oktober 1572. Jacob Susius was een vooraanstaand rechtsgeleerde en humanist. In 1600 werd het werk gepubliceerd door Hugo de Groot, Hugo Grotius met zijn humanistennaam, onder de titel 'Syntagma Arateorum, Opus poeticae et astronomiae utilissimum'. Grotius had het handschrift gekocht van de erven van Jacob Suys, die in 1592 overleden was. Grotius werd naar aanleiding van de godsdiensttwisten in de Nederlandse Republiek veroordeeld tot levenslange opsluiting in 1619 en opgesloten in Slot Loevestein. Hij wist op 22 maart 1621 te ontsnappen in een boekenkist en vluchtte naar Parijs. Drie jaar na zijn dood in 1645 verkocht zijn echtgenote zijn ganse bibliotheek met onder meer de Aratea aan Christina van Zweden. De Nederlandse filoloog Isaac Vossius werd in 1648 door Christina uitgenodigd om zich aan het hof in Stockholm te vestigen. Hij kwam er aan in maart 1649 met zijn boekenverzameling die al snel geïntegreerd werd in de bibliotheek van Christina. Hij leerde haar Grieks, maar in de herfst van 1653 verzuurde de relatie en werd hij ontslagen. Om hem te compenseren voor bewezen diensten en voor het verlies van zijn boekenverzameling, mocht hij van Christina een aantal boeken uit haar verzameling meenemen. Tien kisten met boeken werden in maart 1654 naar Amsterdam gestuurd en er volgde nog een lading in juni van datzelfde jaar. Op die wijze kwam de Aratea terecht in de verzameling van Vossius, die in 1690, na zijn dood werd verkocht aan de Universiteit Leiden.

## De miniaturen
Het manuscript bevat 39 miniaturen met de afbeeldingen van de sterrenbeelden, de seizoenen en de planeten. Oorspronkelijk waren er vijf miniaturen meer: een met een afbeelding van Zeus als personificatie van de hemel, een van de zon en een van de maan en de sterrenbeelden van Virgo en Centaurus. We kennen de ontbrekende miniaturen dankzij de kopieën van de Aratea die omstreeks het jaar 1000 gemaakt werden in de abdij van Saint Bertin in Sint-Omaars. Een ervan wordt nu bewaard in de gemeentelijke bibliotheek van Boulogne, de andere kopie bevindt zich in de Burgerbibliothek van Bern.
De miniaturen, steeds geschilderd op de verso zijde van de folia zijn nagenoeg vierkant. De figuren zijn geschilderd op een donkerblauwe achtergrond om de nachtelijke hemel voor te stellen en ze zijn omkaderd met een licht oranje boord, wat ze doet lijken op ingelijste schilderijtjes. De sterren zijn aangebracht in bladgoud. Elke miniatuur toont het portret van een godheid, een held, een dier of een voorwerp dat de antieken in het betrokken sterrenbeeld zagen. De figuren zijn correct perspectivistisch verkort en de volumes zijn gemodelleerd met lichte tinten wat resulteert in een levendige illusionistische tekening. De stijl van de miniaturen is typisch voor de laatantieke stijl en we kunnen ervan uitgaan dat de Karolingische verluchter zijn antieke voorbeeld zeer zorgvuldig gekopieerd heeft met minimale aanpassingen.
De hemelkaarten die de basis van het werk van Aratus vormen, zijn representatief voor de kennis van de astronomie in de klassieke oudheid voor het werk van Ptolemaeus bekend werd. De sterrenbeelden worden voorgesteld gezien op de hemelglobe, een sfeer met de aarde als middelpunt, die rond de aarde draait en waarop alle ‘vaste sterren’ zijn bevestigd. De figuren die door de antieken getekend werden rondom de sterrengroepen keken vanaf de hemelsfeer naar de aarde en een waarnemer buiten de sfeer keek dus op hun rug. De sterrenbeelden worden meestal weergegeven zoals gezien van buiten de hemelsfeer, wat er toe leidt dat de sterrenbeelden gespiegeld zijn ten opzichte van wat wij vanaf de aarde zien. In de Aratea worden een aantal figuren afgebeeld gezien van buiten de hemelsfeer, op de rug dus, zoals Serpentarius (f10v) (nu Ophiuchus genoemd), Perseus (f40v) en Orion (f58v). Aquarius (f48v) is in vooraanzicht geschilderd maar de sterren zijn nog geplaatst zoals ze van buiten de globe gezien worden. De andere menselijke figuren in de Aratea worden afgebeeld zoals ze zouden gezien worden van op de aarde.

## De tekst
In de Leidse Aratea volgen de afbeeldingen getrouw de tekst. De astronomische informatie in het gedicht van Aratus is vrij summier zodat de illustrator veel vrijheid had bij het ontwerpen van zijn afbeeldingen. Het resultaat daarvan is dat de sterren die aan de basis liggen van het sterrenbeeld meestal niet correct geplaatst werden en het aantal sterren dat de constellatie vormt stemt meestal totaal niet overeen met de kaarten die we kennen van Ptolemaeus.
Aratus schreef zijn Phainomena op vraag van Antigonus Gonatas, de toenmalige heerser over Macedonië. Het oorspronkelijke Griekse gedicht telde 1154 verzen. De dichter beschreef de constellaties en de kringlopen die men kan waarnemen aan de nachtelijke hemel. Hij voegde een sectie de 'Tekens aan de hemel' toe waarin hij de meteorologische invloed van de sterren behandelde. De Latijnse vertaling van Germanicus telde slechts 857 lijnen en de samensteller van het handschrift dat model stond voor de Leidse Aratea deed waarschijnlijk daarom beroep op een andere Latijnse vertaling van Avienus, die 1878 verzen telde. Onder meer voor de beschrijving van Gemini en Cancer, die zeer stiefmoederlijk waren behandeld door Germanicus, viel hij terug op de vertaling van Avienus.

## Enkele miniaturen uit de Leidse Aratea

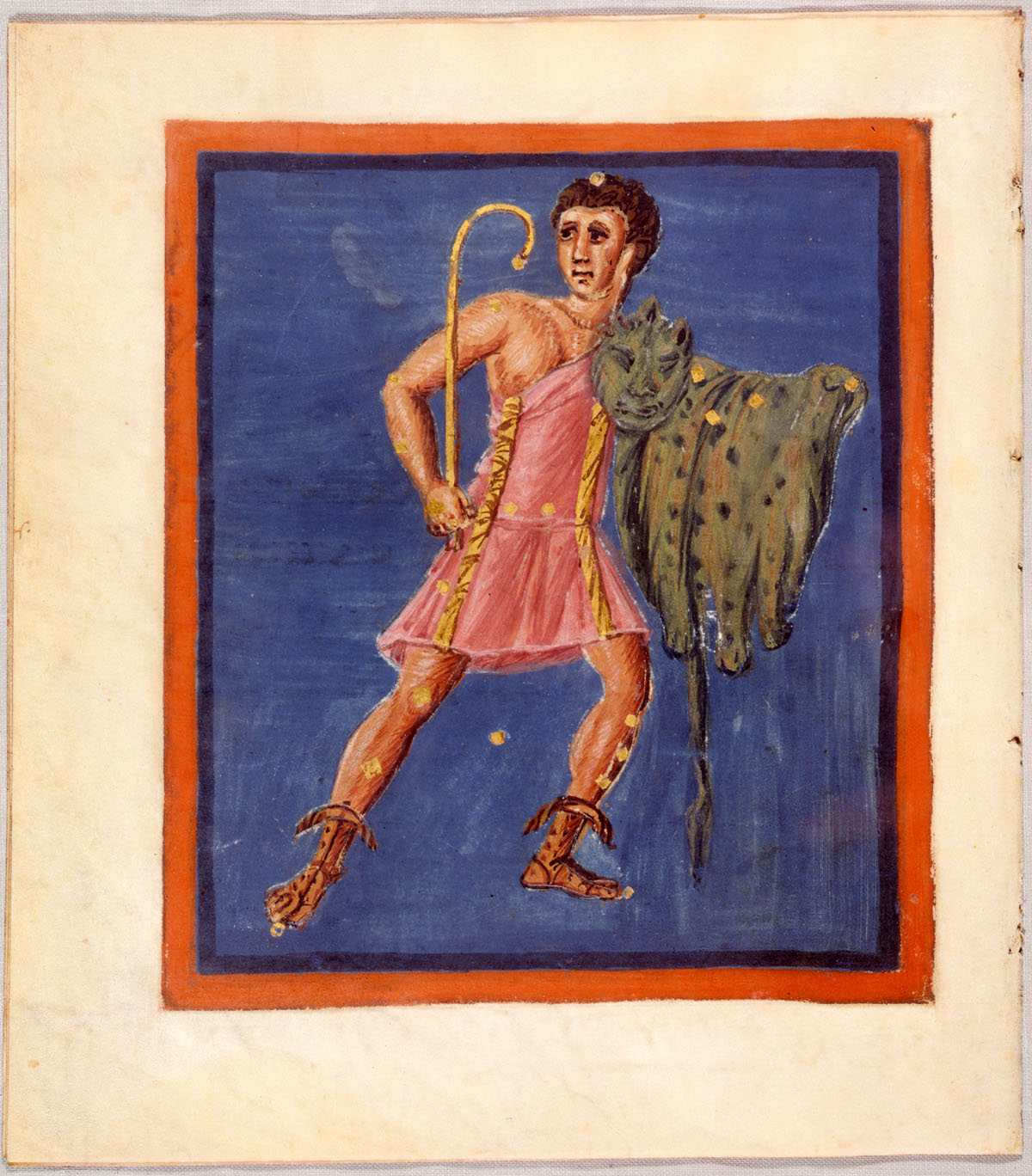
f6v, Hercules
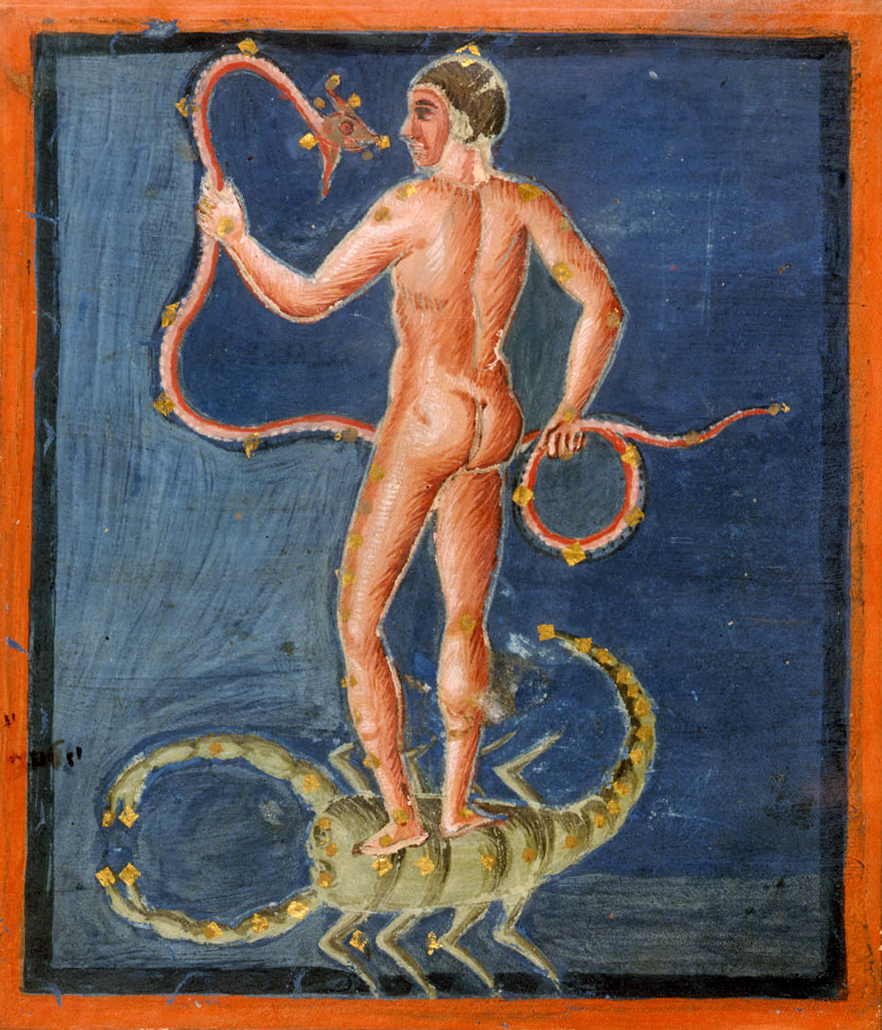
f10v, Ophiuchus, Serpens en Scorpius
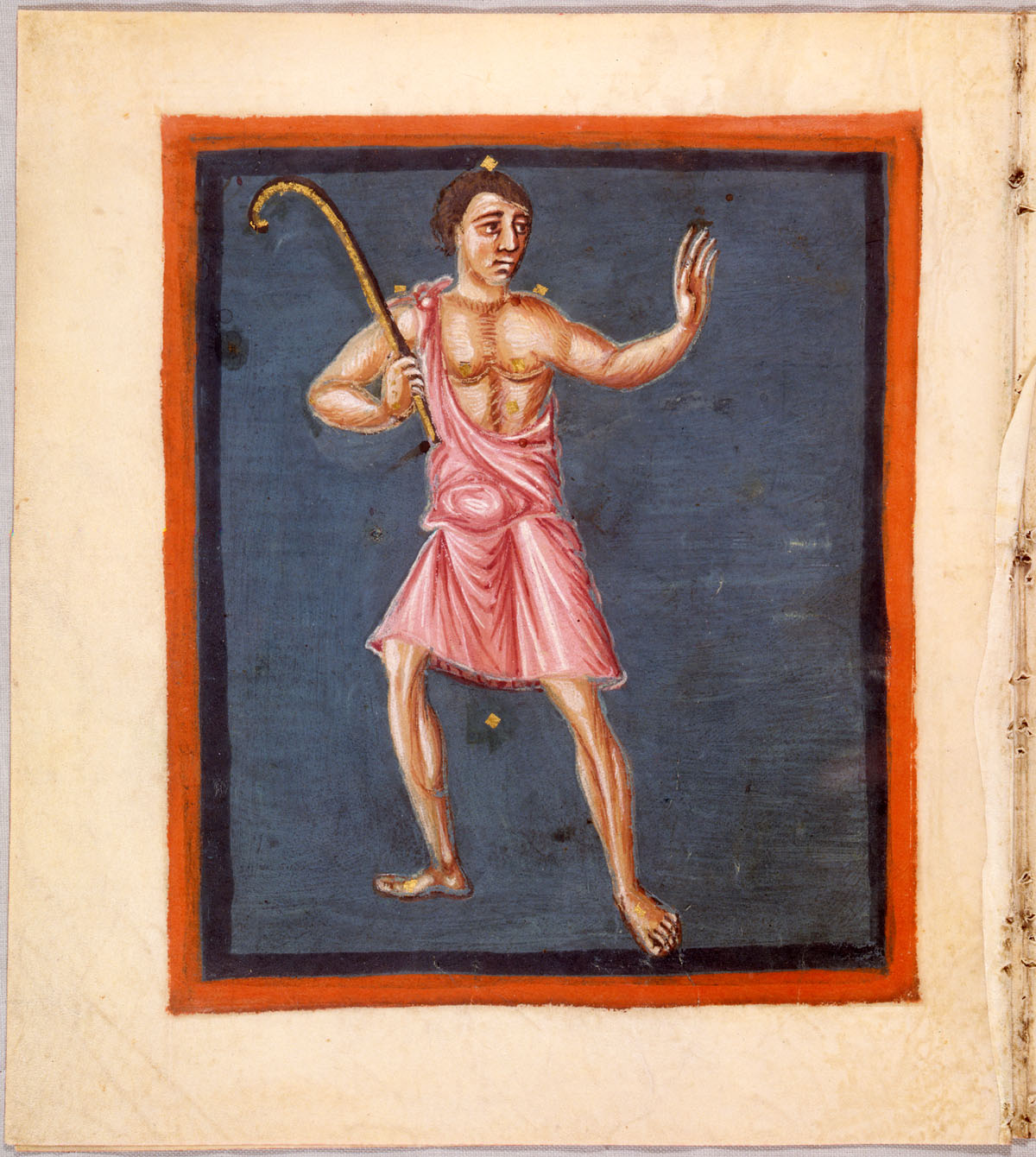
f12v, Boötes
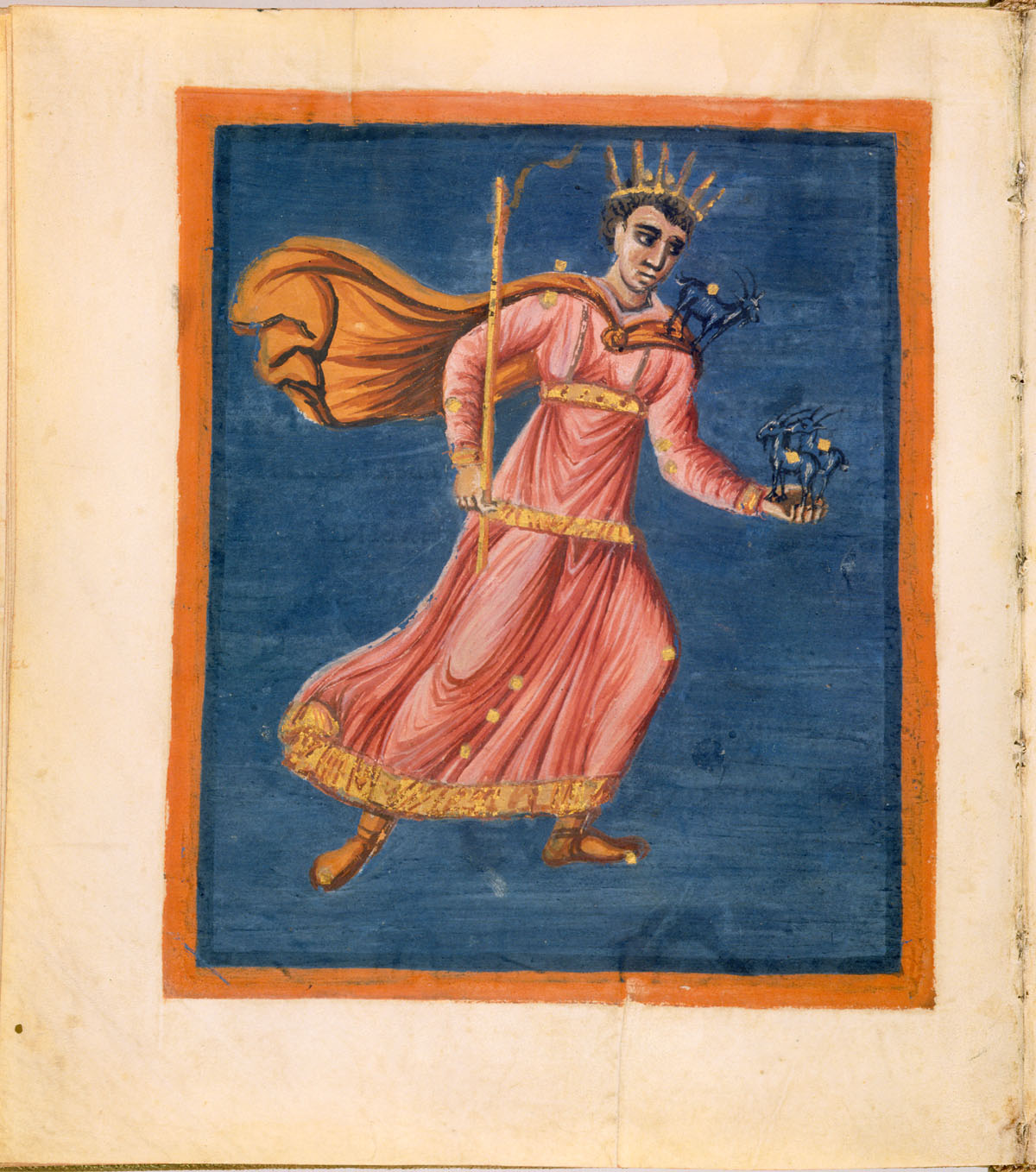
f22v, Auriga
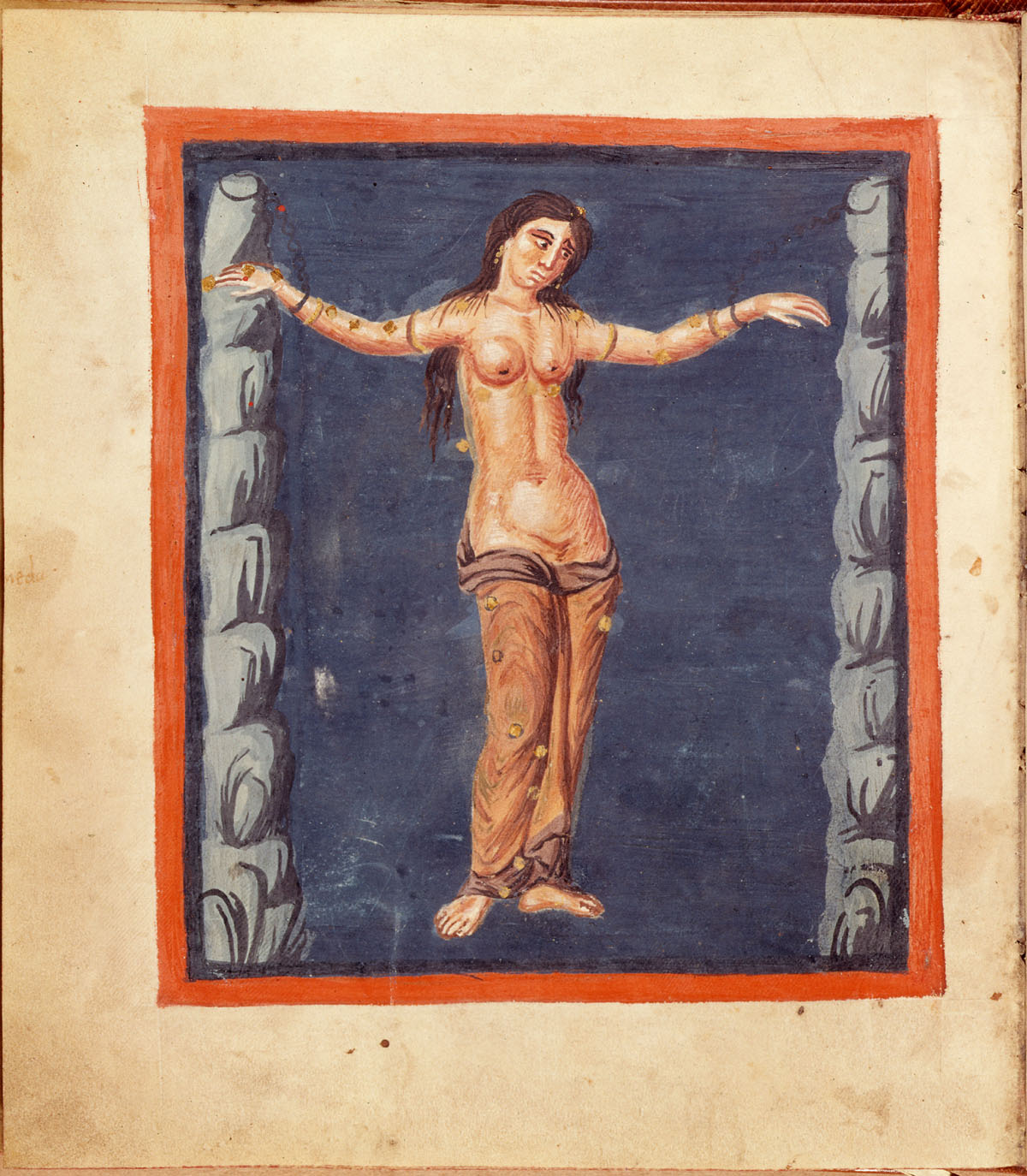
f30v, Andromeda
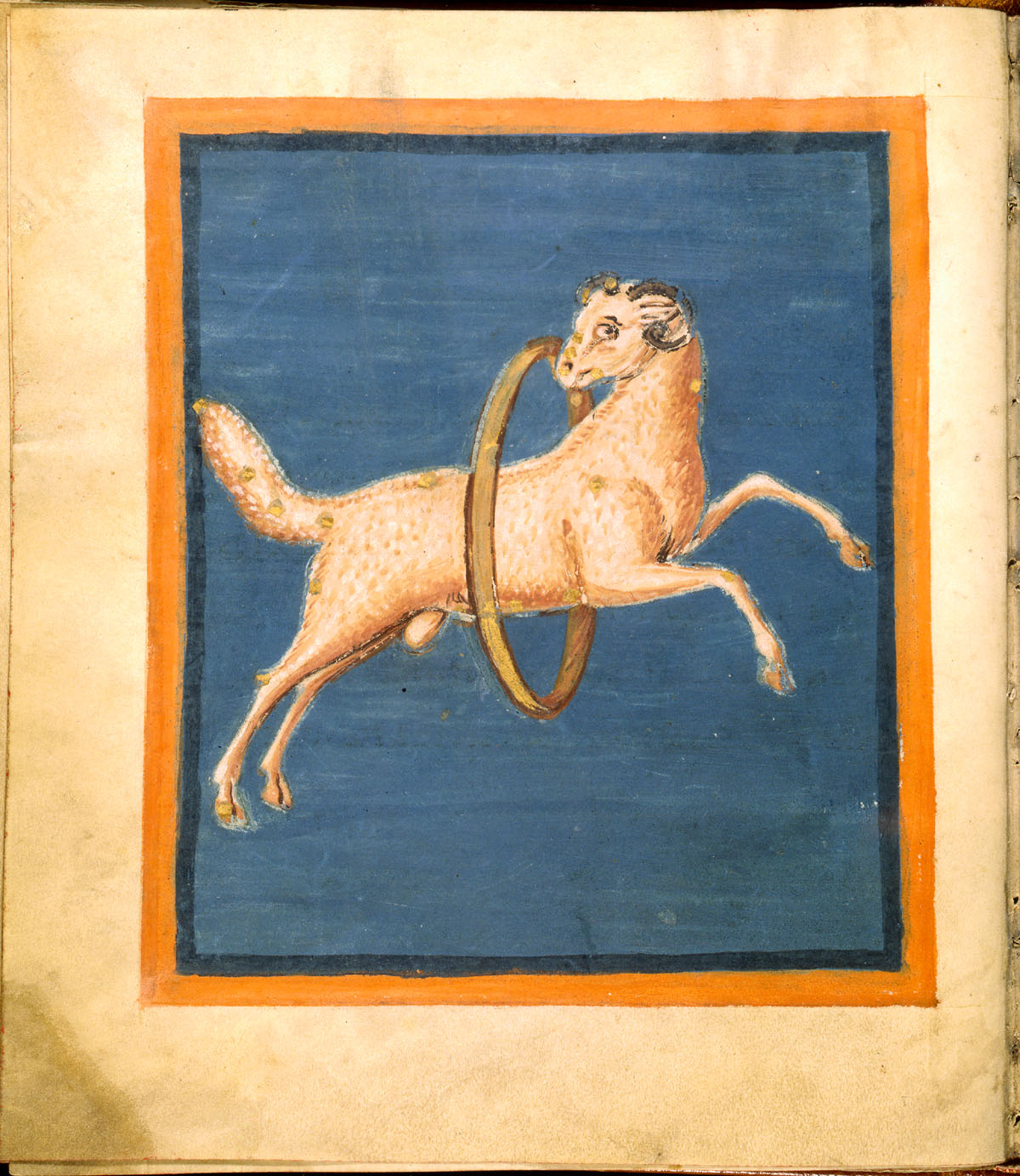
f34v, Aries
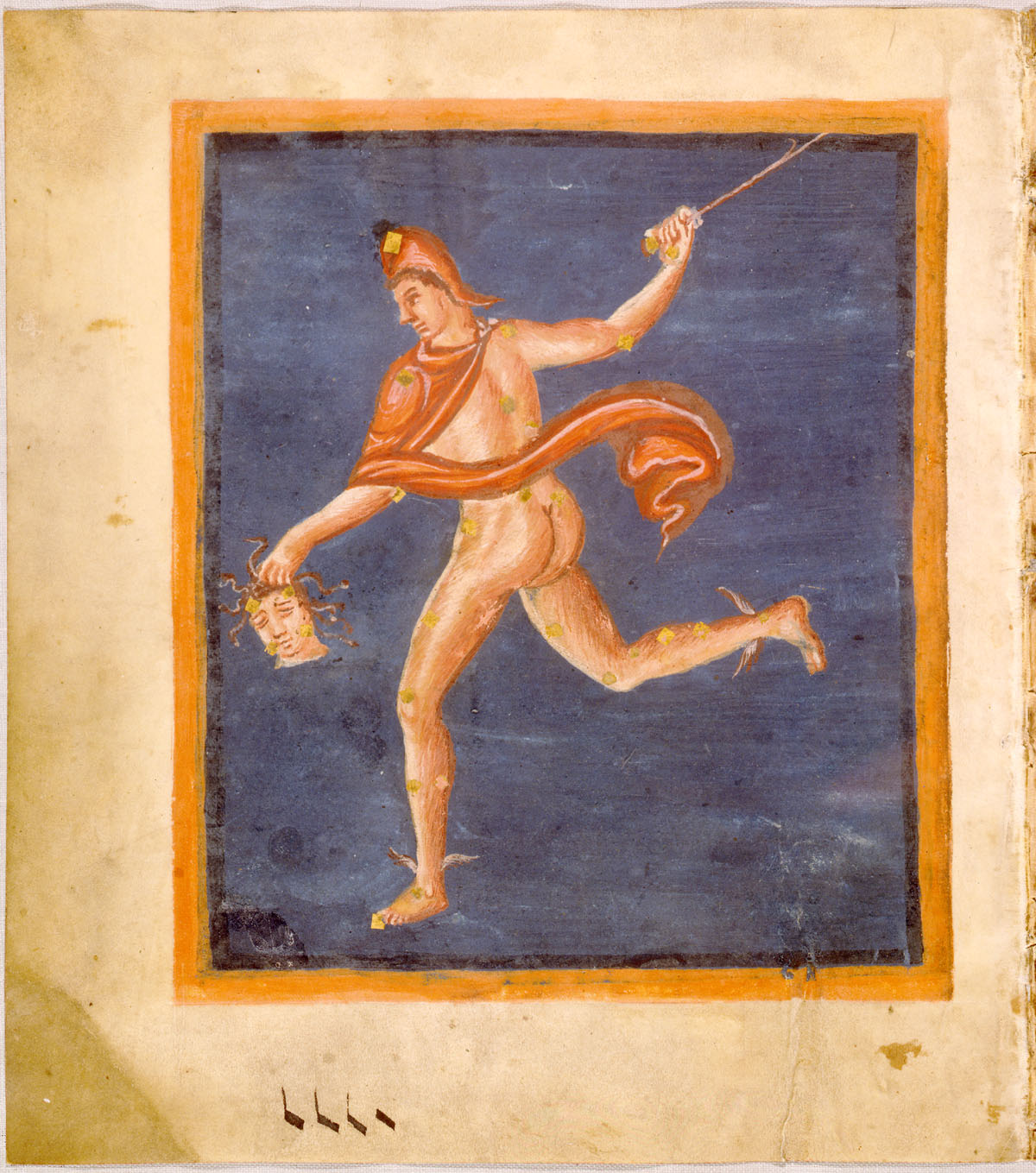
f40v, Perseus
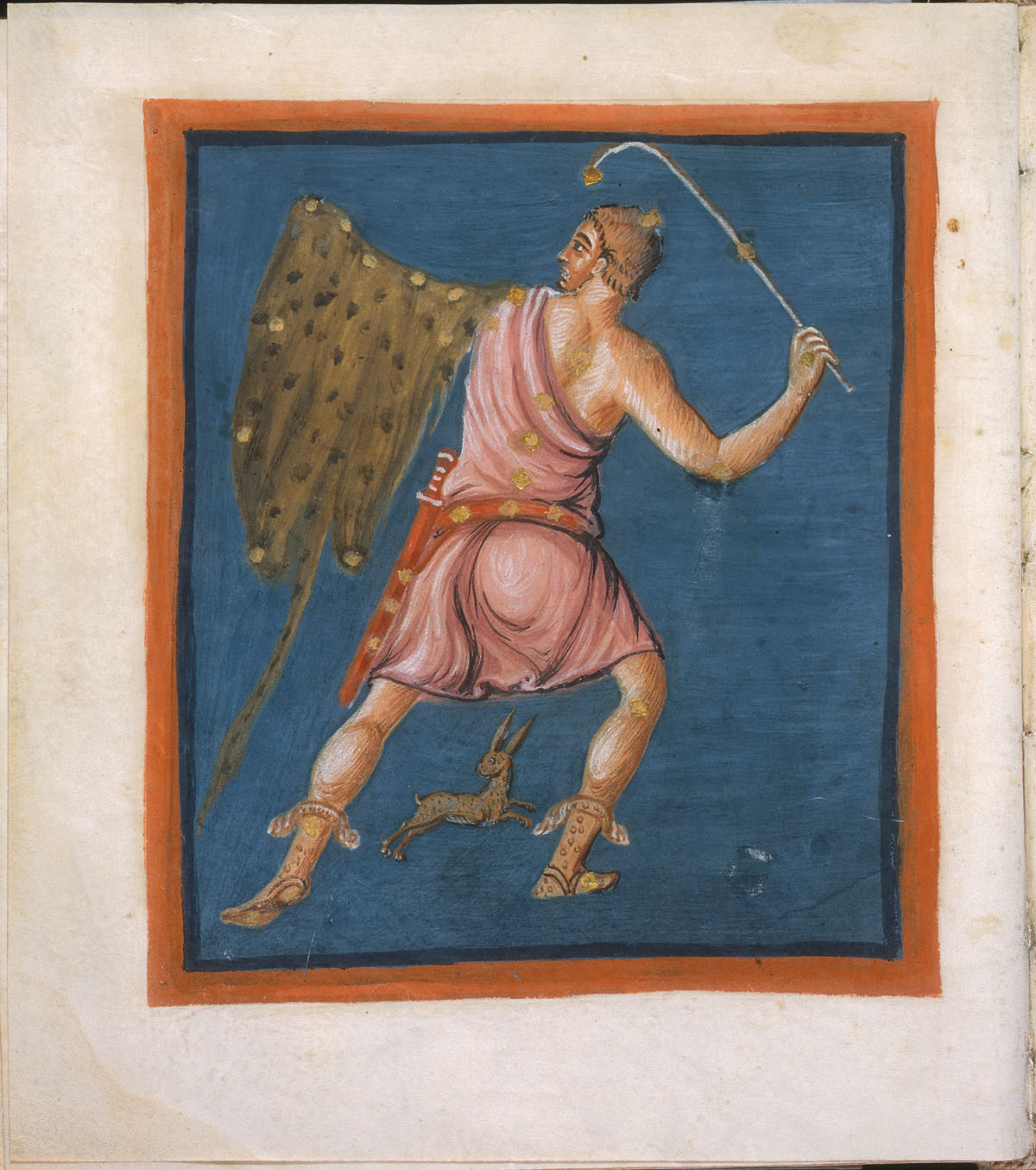
f58v, Orion